# Nahida
Nahida is een geslacht van vlinders uit de familie van de prachtvlinders (Riodinidae), onderfamilie Riodininae.
Nahida werd in 1871 voor het eerst wetenschappelijk beschreven door Kirby.

## Soort
Nahida omvat de volgende soort:
- Nahida coenoides (Hewitson, 1870)